# Die Feuerzangenbowle (1970)
Die Feuerzangenbowle ist eine deutsche Filmkomödie, die im Sommer 1970 unter der Regie von Helmut Käutner in West-Berlin und Wolfenbüttel gedreht wurde. Der Filmproduzent Horst Wendlandt versuchte, mit der Neuverfilmung des gleichnamigen Romans von Heinrich Spoerl und des gleichnamigen Filmklassikers am kommerziellen Erfolg der Filmreihe Die Lümmel von der ersten Bank teilzuhaben. Die Uraufführung des Films fand am 18. September 1970 im Berliner Gloria-Palast statt, der bundesweite Massenstart erfolgte einen Tag später.

## Handlung
Bei einer Feuerzangenbowle erzählt sich eine Herrenrunde Geschichten aus ihrer Schulzeit. Der erfolgreiche junge Schriftsteller Dr. Johannes Pfeiffer beneidet seine Freunde um den Spaß, den sie in der Schule hatten. Ihm selbst blieb solcher versagt, da er von einem Hauslehrer erzogen wurde. Seine Freunde beschließen daraufhin, ihn als Schüler zu verkleiden und für ein paar Wochen eine „richtige“ Schule besuchen zu lassen.

## Entstehungsgeschichte

### Vorgeschichte
Bereits im Jahr 1961 hatte Rialto Film eine Neuverfilmung des Heinz-Rühmann-Films So ein Flegel mit Peter Alexander und Johanna von Koczian angekündigt und immer wieder verschieben müssen. Als der Film nach dem Roman Die Feuerzangenbowle von Heinrich Spoerl 1968 abermals kurz vor der Realisierung stand, waren als Regisseur Rolf Thiele und neben Peter Alexander die Darsteller Cornelia Froboess, Anita Kupsch, Heinz Erhardt und Boyd Bachmann vorgesehen.
Nach dem Erfolg des Films Zur Hölle mit den Paukern im April 1968 beschloss der verantwortliche Constantin-Filmverleih kurzerhand, statt So ein Flegel den zweiten Teil der Filmreihe Die Lümmel von der ersten Bank als Peter-Alexander-Film in die Kinos zu bringen. Wendlandt stellte nunmehr die „Lümmel“-Fortsetzung Zum Teufel mit der Penne unter der Regie von Werner Jacobs her. 1969 realisierte Wendlandt für den Constantin-Verleih noch den inoffiziellen „Lümmel“-Film Klassenkeile mit Uschi Glas und Walter Giller (Regie: Franz Josef Gottlieb).
1970 konnte Wendlandt für seine lange geplante Spoerl-Verfilmung den renommierten Regisseur Helmut Käutner gewinnen, der seit 1964 (Lausbubengeschichten) keinen Kinofilm mehr inszeniert hatte. Da der Constantin-Filmverleih für die zweite Jahreshälfte bereits die Schüler-Klamotte Musik, Musik – da wackelt die Penne eingeplant hatte, einigte sich Wendlandt mit dem Inter-Filmverleih, der sich von Die Feuerzangenbowle ein gutes Geschäft erhoffte. Mit Uschi Glas, Theo Lingen und Rudolf Schündler standen im Film einige prominente Darsteller aus den echten „Lümmel“-Filmen vor der Kamera. Daneben sah man unter anderem Walter Giller, Fritz Tillmann, Willy Reichert, Helen Vita, Nadja Tiller sowie Hans Richter, der bereits in der berühmten Verfilmung von 1944 mitgewirkt hatte.

### Produktion
Die Dreharbeiten fanden vom 30. Juni bis 7. August 1970 in West-Berlin und zu einem großen Teil in Wolfenbüttel statt. Das Standesamt am Stadtmarkt wurde zum Hotel Axmacher umfunktioniert, Räume des Gymnasiums im Schloss dienten ebenso als Filmkulisse. Das Gymnasium ist die heutige Gail-S-Halvorsen-Schule in Berlin. Dort wurden ein Großteil der Aufnahmen gedreht. Mit Gesang schunkeln Pfeiffer und die übrigen Pennäler um das Herzog-August-Denkmal auf dem Wolfenbütteler Stadtmarkt. Auf der Grünfläche zwischen der Herzog August Bibliothek und dem Lessinghaus war der Kaffeegarten aufgebaut, in dem sich Pfeiffer in seiner unnachahmlichen Art unaufgefordert an den Tisch des Schuldirektors Knauer setzt, um dessen Gattin zu imponieren. Beim Spaziergang um den Wolfenbütteler Stadtgraben knüpften Hans und Eva erste zarte Bande.
Die Atelieraufnahmen drehte man in den Ufa-Filmstudios in Berlin-Tempelhof. Filmarchitekt war Michael Girschek. Die Kostüme entwarf Ingrid Zoré. Die Regie-Assistenz übernahm, wie gewöhnlich, Helmut Käutners Ehefrau Erica Balqué. Verantwortlicher Filmkomponist war Bernhard Eichhorn, der seit 1940 regelmäßig mit Käutner zusammenarbeitete.

## Rezeption
Die FSK gab den Film am 18. September 1970, am Tag der Uraufführung, ab sechs Jahren frei. Der bundesweite Massenstart folgte einen Tag später. Am 26. September 1970 fand im ausverkauften Filmpalast Wolfenbüttel an der Langen Straße, unter Anwesenheit der Hauptdarsteller Walter Giller, Nadja Tiller und Uschi Glas, die Premiere in Wolfenbüttel statt.
Die Neuverfilmung erreichte zwar nicht die Popularität des gleichnamigen Films mit Heinz Rühmann, aber der kommerzielle Erfolg war mehr als zufriedenstellend und ermutigte den Filmproduzenten Wendlandt, zwei Jahre später mit Hauptsache Ferien noch einmal eine Komödie zu produzieren, die im Schüler- und Lehrer-Milieu spielt.
Ab Juli 1971 wurde der Vertrieb des Films Die Feuerzangenbowle vom Constantin-Filmverleih übernommen. Der Inter-Filmverleih musste nach einigen Misserfolgen wie Blonde Köder für den Mörder oder Wie kommt ein so reizendes Mädchen zu diesem Gewerbe? (beide 1970) Anfang 1972 Konkurs anmelden.

### Kritiken
„Im Vergleich zur Version von 1944 fehlt es dieser Schulsatire – trotz der Regie von Helmut Käutner – an Atmosphäre, Witz und Charme.“

„[Der Film ist] weniger karikierend als das Vorbild aus dem Jahr 1944.“

„Obwohl Helmut Käutner (Große Freiheit Nr. 7) inszenierte, fehlt der Pfiff des Originals.“

„Kein Vergleich mit dem Original.“

„Neuverfilmung des heiteren Romans von Heinrich Spoerl, die sich allerdings (mit Ausnahme Walter Gillers in der Hauptrolle) nicht gegen die Erstverfilmung (1944) behaupten kann. Trotzdem ein besserer Vertreter des ‚Lümmel‘-Filmgenres, den man einigermaßen amüsiert betrachten kann.“